# Gustavo
Gustavo  è un nome proprio di persona italiano maschile.

## Varianti
- Maschili
  - Alterati: Gustavino
- Femminili: Gustava[1][3]
  - Alterati: Gustavina

### Varianti in altre lingue
- Catalano: Gustau[5]
- Danese: Gustav[2], Gustaf[6]
- Finlandese: Kustaa[2], Kyösti[2]
  - Ipocoristici: Kusti[2], Taavi
- Faroese: Gustav
- Francese: Gustave[2]
- Inglese: Gustav[6][7]
  - Ipocoristici: Gus[6]

- Islandese: Gústav, Gústaf
- Latino: Gustavus[1][6]
  - Femminili: Gustava[1]
- Lettone: Gustavs[2]
- Lituano: Gustavas
- Norvegese: Gustav[2], Gustaf[6]
- Olandese: Gustaaf[2]
  - Ipocoristici: Guus[2]

- Polacco: Gustaw[2]
- Portoghese: Gustavo[2]
- Slovacco: Gustáv
- Spagnolo: Gustavo[2][5]
- Svedese: Gustav[2][8], Gustaf[2][4][6][8], Gösta[2][6], Göstav[2]
- Tedesco: Gustav[2][6][7], Gustaf[2]
- Ungherese: Gusztáv[2]

## Origine e diffusione
Si tratta di un nome dall'etimologia incerta, generalmente ricercata nelle lingue germaniche; mentre il secondo elemento viene quasi sempre individuato in staf (o stab, stap, in norreno stafr, "bastone", "scettro"), sull'identità del primo vi sono numerose ipotesi: frequentemente viene proposto il norreno Gautr ("Goto", o gaut in germanico), col possibile significato di "bastone dei Goti", "sostegno di Goti" o "capo dei Goti", tuttavia una simile combinazione risulterebbe piuttosto strana, e inoltre in periodo norreno il nome Gautstafr che ne risulterebbe è attestato solo come nome di un cavallo; seguendo l'antica forma germanica Chustaffus, Förstemann proponeva una derivazione da cust (o kust, "scienza", "arte", "virtù"), anche come possibile corruzione del nome Custulf (da cust e ulf, "lupo"). Altre radici a cui è stato ricollegato il primo elemento sono gast ("ospite", "spirito"), gund ("battaglia", "guerra"), got ("dio", quindi "bastone di Dio" o "difensore della fede") o anche chud ("meditare", scartato però da alcuni studiosi).
Come ipotesi alternativa all'origine germanica, potrebbe essere ricondotto al nome slavo Gostislav, formato da gost ("ospite") e slav ("gloria"). Infine, è stata anche teorizzata, probabilmente da qualche umanista svedese, una poco plausibile derivazione da Avgust.
Si tratta di un nome tradizionale fra i reali di Svezia, tra i quali è sempre stato popolare fin dai tempi di Gustavo I Vasa. Per quanto riguarda la sua diffusione in Italia è arrivato per vie francesi nel 1700, aiutato nella sua diffusione dal prestigio dei regnanti svedesi e da alcuni personaggi letterari, ed è attestato quasi solo al maschile. Anche in inglese, Gustav è usato dal XVII secolo.

## Onomastico
L'onomastico si festeggia in genere il 27 novembre in ricordo di san Gustavo, chiamato anche Gulstano, Gustano, Guistano, Constans e vari altri nomi, monaco benedettino a Rhuys e poi eremita a Hœdic. Con questo nome si ricorda anche un san Gustavo, eremita in Svezia settentrionale, forse la prima persona battezzata del paese, commemorato il 10 marzo. Di un terzo santo, riportato da alcuni calendari il 2 agosto o il 19 novembre, non vi è invece traccia nelle fonti agiografiche.

## Persone
- Gustavo V di Svezia, re di Svezia

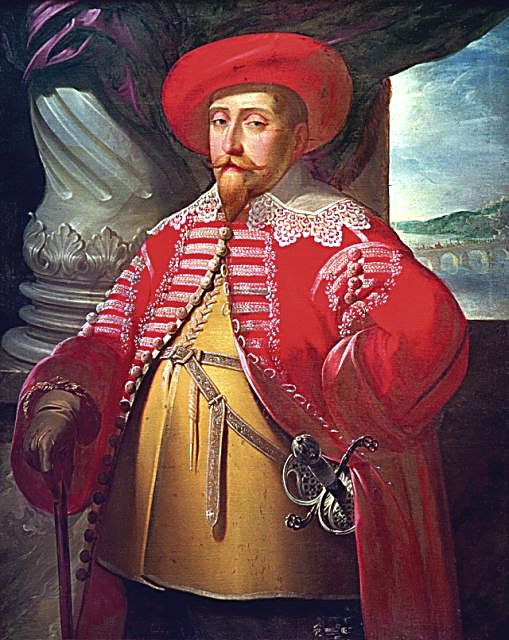
Gustavo II Adolfo di Svezia

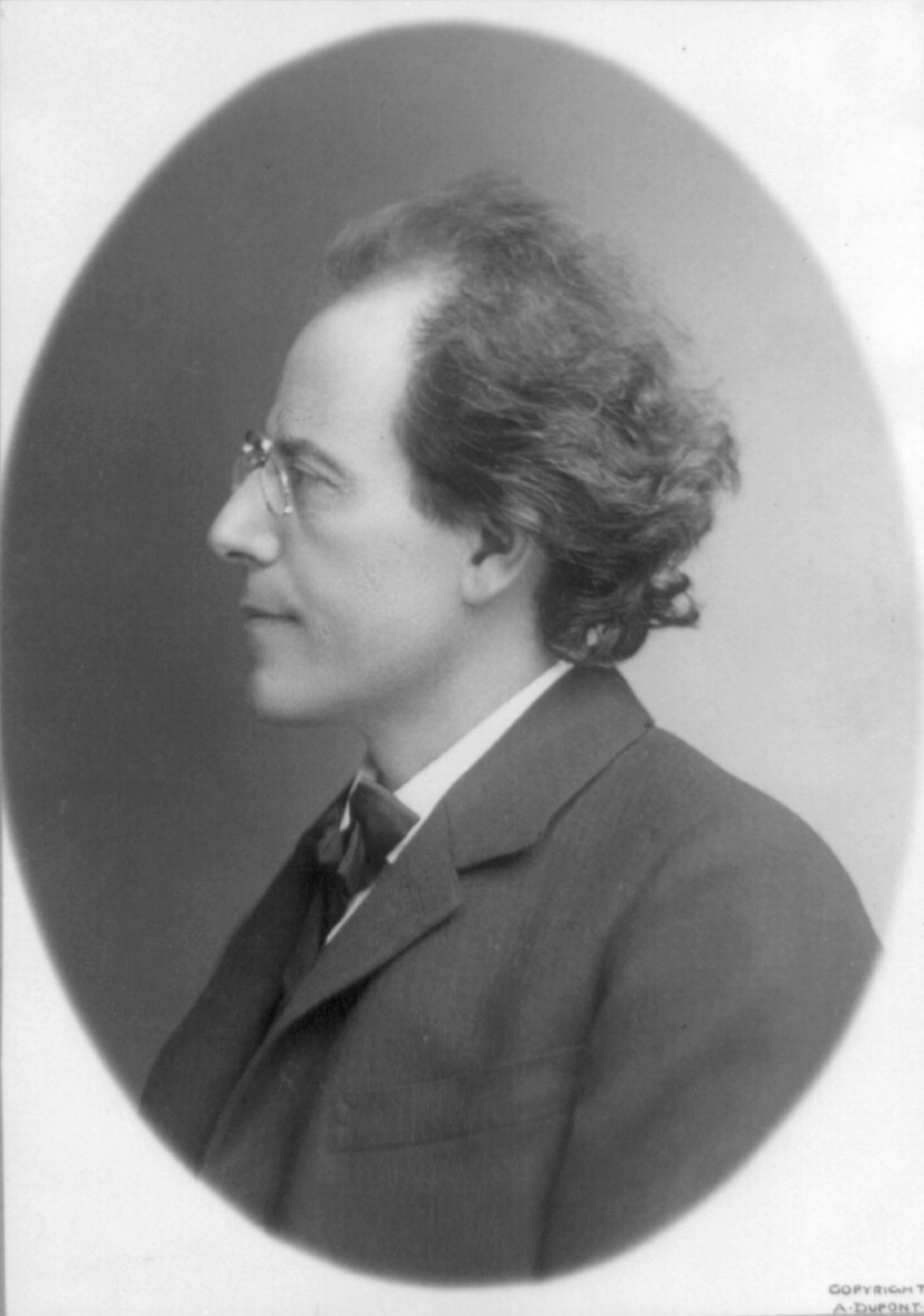
Gustav Mahler

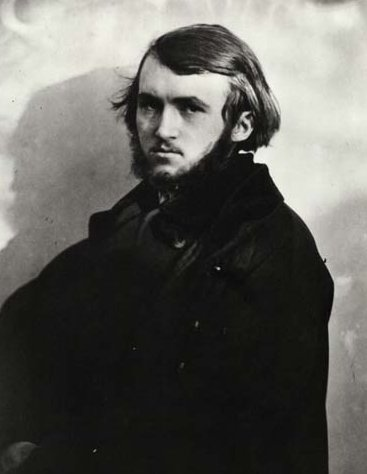
Gustave Doré

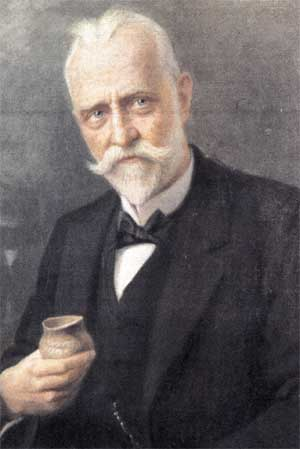
Gustaf Kossinna

- Gustavo Adolfo di Svezia (1906 - 1947), duca di Västerbotten, erede al trono svedese
- Gustavo II Adolfo di Svezia detto il Grande (1594 – 1632), re di Svezia
- Gustavo VI Adolfo di Svezia, re di Svezia
- Gustavo Adolfo Bécquer, poeta e scrittore spagnolo
- Gustavo Bontadini, filosofo italiano
- Gustavo Cerati, cantante argentino
- Gustavo Cisneros, imprenditore venezuelano
- Gustavo Kuerten, tennista brasiliano bicampione di Roland Garross
- Gustavo Modena, attore teatrale e patriota italiano
- Gustavo Adolfo Rol, sensitivo italiano
- Gustavo Zagrebelsky, giurista italiano

### Variante Gustav
- Gustav Hertz, fisico tedesco
- Gustav Holst, compositore e direttore d'orchestra britannico
- Carl Gustav Jung, psichiatra, psicoanalista e antropologo svizzero
- Gustav Klimt, pittore austriaco
- Gustav Mahler, compositore e direttore d'orchestra austriaco
- Gustav Meyrink, scrittore, traduttore, banchiere ed esoterista austriaco
- Gustav Stresemann, politico tedesco
- Gustav Thöni, sciatore alpino e allenatore di sci alpino italiano

### Variante Gustave
- Gustave Caillebotte, pittore francese
- Gustave Courbet, pittore francese
- Gustave Doré, pittore e incisore francese
- Gustave Eiffel, ingegnere e imprenditore francese
- Gustave Flaubert, scrittore francese
- Gustave Le Bon, antropologo, psicologo e sociologo francese
- Gustave Moreau, pittore francese
- Gustave Raballand, vescovo cattolico e missionario francese
- Gustave Thibon, filosofo e scrittore francese

### Variante Gustaf
- Gustaf Armfelt, generale, diplomatico e politico svedese
- Gustaf Fröding, poeta svedese
- Gustaf Gründgens, attore e regista tedesco
- Gustaf Kossinna, filologo e archeologo tedesco
- Gustaf Lewenhaupt, cavaliere svedese
- Gustaf Lundberg, pittore svedese
- Gustaf Molander, attore e regista finlandese
- Gustaf Skarsgård, attore, regista e sceneggiatore svedese

### Altre varianti maschili
- Gustaw Herling-Grudziński, scrittore e saggista polacco
- Gustaaf Joos, cardinale e arcivescovo cattolico belga
- Gustavus Fox, militare, politico e storico statunitense
- Kyösti Kallio, politico finlandese
- Gösta Mittag-Leffler, matematico svedese
- Gösta Pettersson, ciclista su strada e pistard svedese

### Variante femminile Gustava
- Gustava Carolina di Meclemburgo-Strelitz, figlia di Adolfo Federico II di Meclemburgo-Strelitz

## Il nome nelle arti
- Gustavo (ungherese: Gusztáv) è una serie televisiva di cartoni animati prodotti tra il 1961 e il 1977.
- Gustavo Fring è un personaggio della serie televisiva Breaking Bad - Reazioni collaterali.
- Gustavo Paperone è un personaggio secondario della Banda Disney, padre di Gastone Paperone.
- Gustava Heffner è un personaggio del videogioco Metal Gear 2: Solid Snake.